# Алжирсько-німецькі відносини
Відносини між Німеччиною та Алжиром характеризуються Федеральним міністерством закордонних справ Німеччини як «добрі». Німеччина є одним з найважливіших торговельних партнерів Алжиру. У 2015 році обидві країни уклали угоду про енергетичне партнерство.

## Історія
У 1898 році Німецька імперія заснувала генеральне консульство в тодішньому французькому Алжирі. Під час Другої світової війни Алжир став театром військових дій для німецького Африканського корпусу, який воював проти союзних держав. Після Другої світової війни французька колоніальна влада зіткнулася з повстанням, яке призвело до початку Алжирської війни в 1954 році. Німецький торговець зброєю Георг Пухерт відіграв важливу роль у постачанні Фронту національного визволення вибухівки та зброї. Алжир зміг здобути незалежність від Франції у 1962 році. З набуттям країною незалежності існуюче генеральне консульство Федеративної Республіки Німеччини (ФРН), засноване в 1956 році, було перетворено на посольство.
Через два роки після здобуття країною незалежності, 14 травня 1965 року Алжир розірвав відносини із Західною Німеччиною. Причиною цього стало встановлення Західною Німеччиною дипломатичних відносин з Ізраїлем. Через п'ять років офіційні відносини були встановлені з Німецькою Демократичною Республікою (НДР). У 1971 році дипломатичні відносини були відновлені із Західною Німеччиною після того, як остання відмовилася від Доктрини Гальштейна.
У 2001 році Абдельазіз Бутефліка став першим алжирським президентом, який відвідав Німеччину. У наступні роки були підписані двосторонні угоди про захист інвестицій (2002) та про уникнення подвійного оподаткування (2008). У 2007 році Хорст Келер став першим німецьким державним гостем, який відвідав Алжир, а роком пізніше канцлер Німеччини Ангела Меркель також відвідала Алжир. У 2010-х роках відбувається подальша інтенсифікація економічних відносин між двома країнами зі створенням спільної економічної комісії (2011) та укладенням угоди про енергетичне партнерство.

## Економічні відносини
Загальний обсяг торгівлі між Алжиром та Німеччиною у 2021 році склав 2,6 мільярда євро, що поставило Алжир на 64 місце в рейтингу торговельних партнерів Німеччини. Імпорт з Алжиру склав 774 мільйони євро, а експорт до Алжиру — 1,8 мільярда євро. Німеччина постачає до Алжиру переважно автомобілі, запчастини до них, машини та хімічну продукцію, а натомість імпортує переважно нафту та нафтохімічну продукцію.
Близько 200 німецьких компаній присутні в Алжирі, в тому числі Volkswagen AG, який у 2017 році відкрив завод зі складання автомобілів поблизу міста Оран.

## Культурні відносини
Гете-Інститут існує в Алжирі з 1963 року, після тимчасового закриття він знову відкрився у 2002 році. Його діяльність зосереджена на освітній співпраці та популяризації німецької мови. Майже 48 000 алжирців вивчають німецьку мову як іноземну.
З 2008 року Німецький археологічний інститут співпрацює з Алжирським національним музеєм Шершеля.

## Спорт
На Чемпіонаті світу з футболу 1982 року та Чемпіонаті світу з футболу 2014 року збірні Алжиру та Німеччини зустрічалися на чемпіонаті світу з футболу. У 1982 році Алжир переміг Німеччину з рахунком 2:1 на груповому етапі. Пізніше Алжир все ж вибув з групового етапу через так звану «ганьбу Хіхона». У 2014 році Німеччина зустрілася з Алжиром у раунді 16 і мінімально виграла матч 2:1 після 120 хвилин гри, а згодом виграла турнір.

## Військові відносини
Між 2009 і 2020 роками Німеччина поставила Алжиру зброю на кілька мільярдів доларів, включаючи гелікоптери, військові транспортні засоби, фрегати та торпеди.

## Дипломатичні представництва
- Алжир має посольство в Берліні та генеральне консульство у Франкфурті-на-Майні.[3]
- Німеччина має посольство в Алжирі.[4]

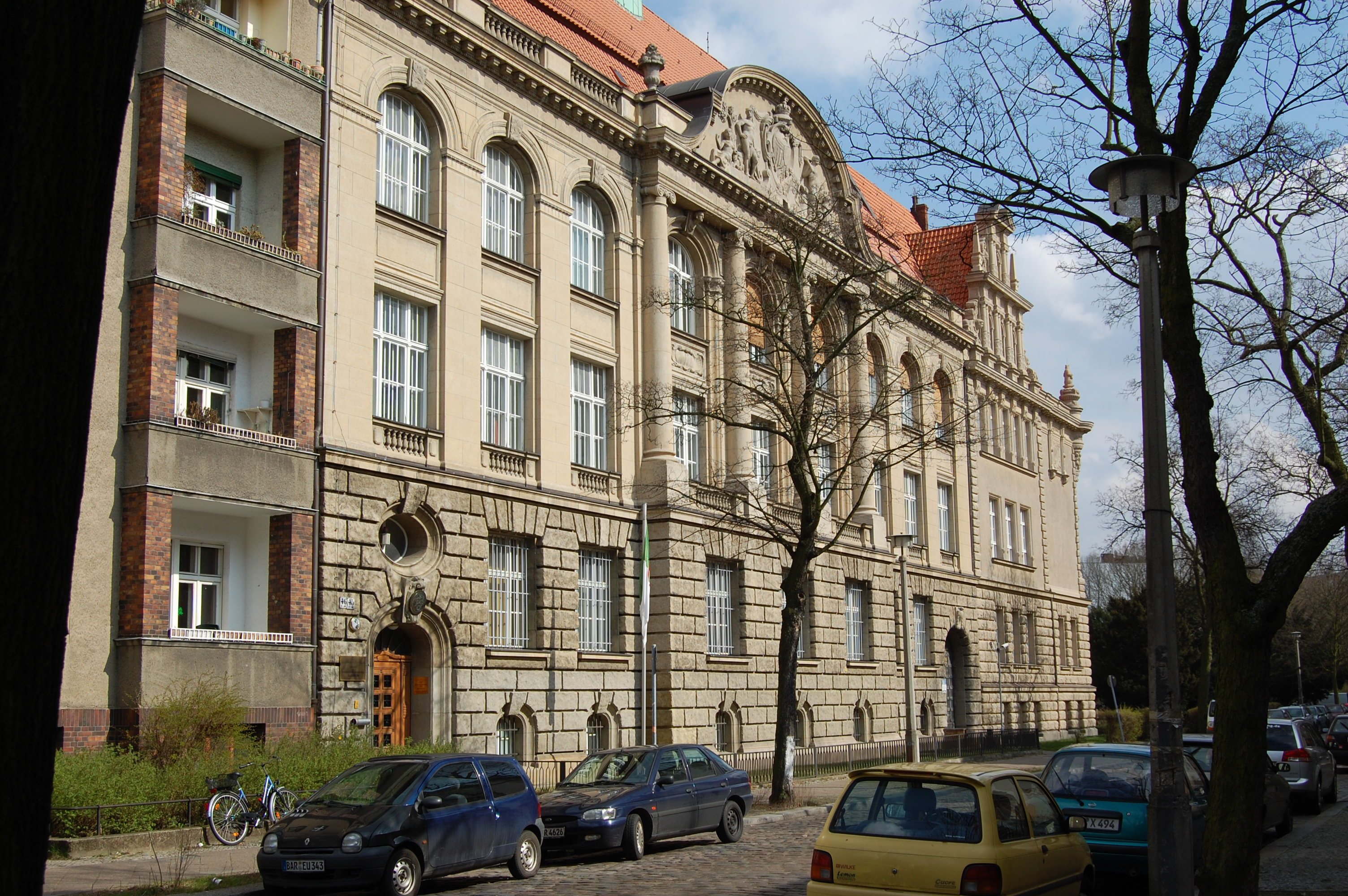
Посольство Алжиру в Берліні